# Xiphohathlia lobata
Xiphohathlia lobata là một loài bọ cánh cứng trong họ Cerambycidae.